# Prádena del Rincón
Prádena del Rincón ist eine Gemeinde (municipio) mit 139 Einwohnern (Stand: 2024) in der Autonomen Gemeinschaft Madrid im Zentrum Spaniens. 

## Lage und Klima
Prádena del Rincón liegt etwa 65 Kilometer nordnordöstlich von Madrid in einer durchschnittlichen Höhe von ca. 1105 m.

## Bevölkerungsentwicklung
| Jahr      | 1970 | 1981 | 1991 | 2001 | 2011 | 2021 |
| Einwohner | 160  | 106  | 103  | 103  | 129  | 149  |

## Sehenswürdigkeiten
- Dominikuskirche (Iglesia de Santo Domingo de Silos)

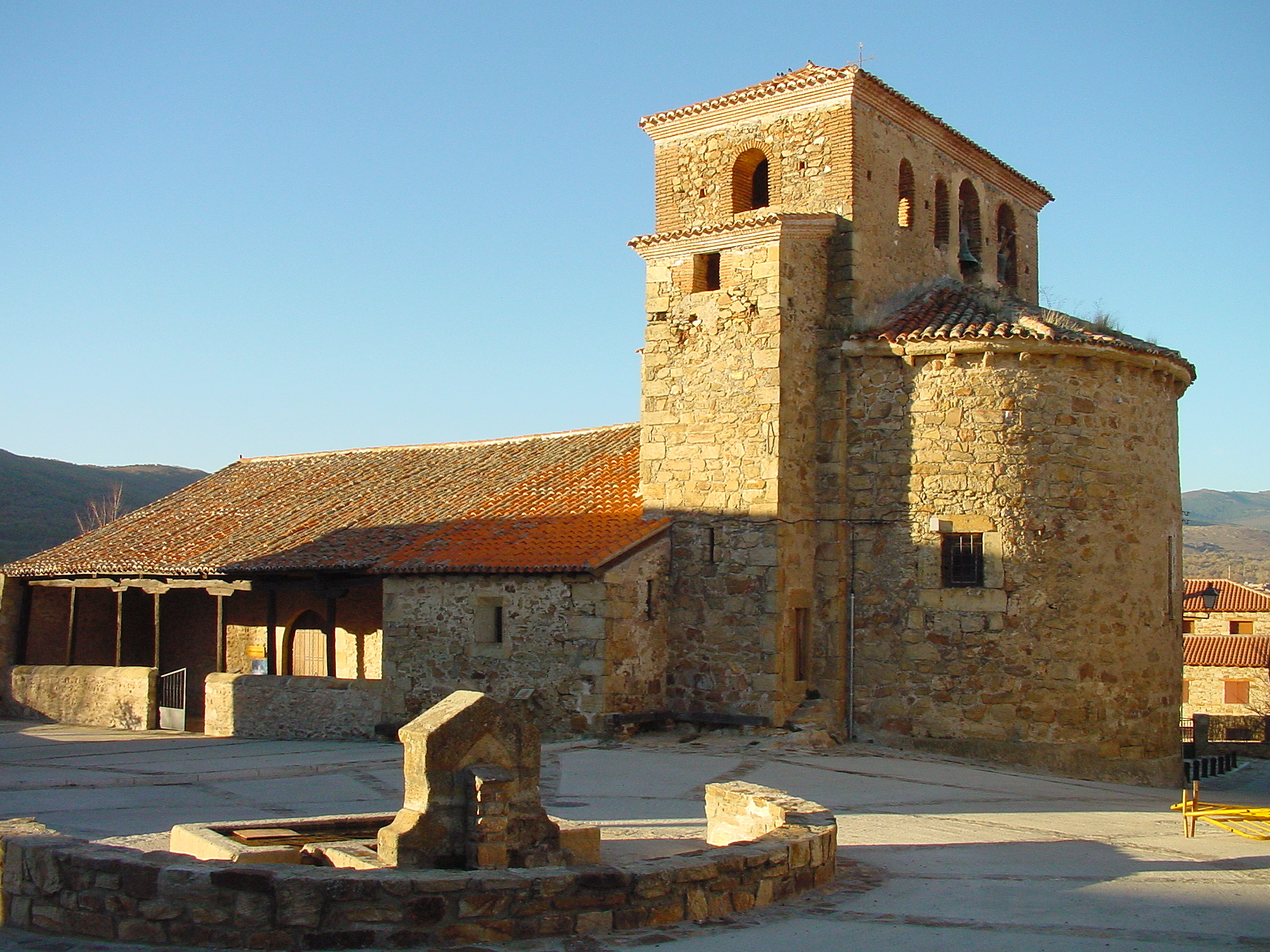
Dominikuskirche